# Tenace (A669)
Le RHM Tenace (indicatif visuel A669) un remorqueur de haute mer  français. Il a été construit aux  chantiers Oelkers à Hambourg. Il est le premier d'une série de trois. 
Poissy était sa ville marraine depuis le 11 novembre 1988, jusqu'à sa mise hors service en 2018. 

## Histoire
Construit en Allemagne, il est entré en service en novembre 1973. Son retrait du service, programmé initialement pour 2007, est repoussé à 2018 et sa coque est conservée à l'abri dans la rade de Brest – avec celle du Malabar (retiré du service en 2016) – jusqu'à sa déconstruction. Fin janvier 2021, il est pris en remorque et quitte la rade de Brest pour rejoindre le chantier de démantèlement Gardet & De Bézenac au Havre.

## Missions
Le Tenace est affecté à la base navale de Brest où il remplit de multiples missions : remorquage de tout type de bâtiments de combat ou de servitude, sécurité et sauvetage en haute mer, lutte antipollution, contrôle de la zone économique exclusive (police des pêches), surveillance du trafic commercial, instruction et entraînement du personnel et des diverses unités de la base navale.

## Caractéristiques techniques
Cette série de remorqueurs est, lors de sa construction, la plus puissante de la Marine nationale.
À l'origine, ce remorqueur a été conçu pour l'assistance aux sous-marins nucléaires lanceurs d'engins (SNLE) en cas d'avarie de propulsion. Sa coque renforcée et son étrave peuvent casser jusqu'à 2 mètres de glace. Son rayon d'action à 13 nœuds est de 9 500 nautiques pour 40 jours d'autonomie.
Il est armé par deux mitrailleuses de 12,7 mm.
Pour l'assistance en mer et le ravitaillement, le Tenace est équipé deux treuils de remorquage de 30 tonnes de traction chacun avec 1 200 mètres de câble. Ses moyens de lutte antipollution et incendie reposent sur une pompe de 350 m3/h, une pompe de 120 m3/h, une pompe de 40 m3/h, une pompe de 30 m3/h, trois motopompes mobiles, trois électropompes submersibles et sept éducteurs. Il est de plus équipé de deux canons à eau et d'une soute à produit dispersant pour lutter contre les marées noires.

## Carrière opérationnelle
Le navire a participé à plusieurs missions « Grand Nord » dont celle de 2014 lors de laquelle il a reconnu de nouvelles routes potentielles dans la zone du passage du Nord-Est.